# Distretto di Mafinga
Il distretto di Mafinga è un distretto dello Zambia, parte della Provincia di Muchinga.
Il distretto comprende 8 ward:
- Bemba
- Kakoma
- Kalanga
- Luhoka
- Mafinga
- Mukutu
- Ntonga
- Thendere